# Joeropsis intermedius
Joeropsis intermedius là một loài chân đều trong họ Joeropsididae. Loài này được Nordenstam miêu tả khoa học năm 1933.